# John J. Coit

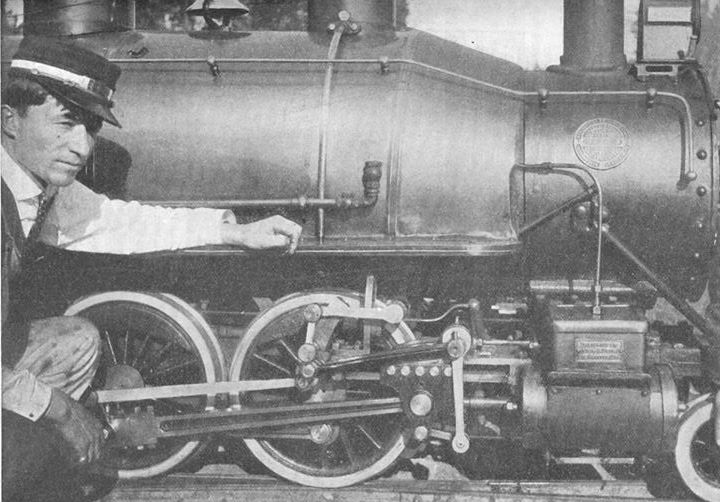
John J. Coit zeigt die von ihm erfundene Ventilsteuerung ohne Exzenter

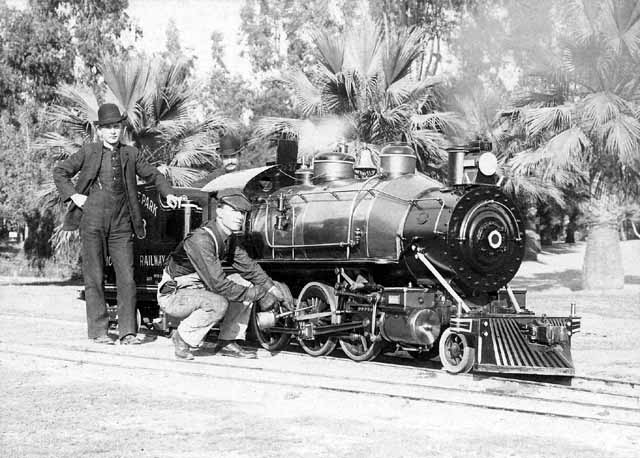
John J. Coit als Schaffner am Tender, sein Freund ‚Shorty‘ Chase als Lokführer im Führerhaus (beide mit Melonen sowie ein Heizer mit Schirmmütze)

John J. Coit (* 1875; † 21. September 1910 in Panama) war ein Lokführer, der in Kalifornien vier Parkeisenbahnen gebaut und betrieben hat.

## Leben und Werk
John J. Coit arbeitete zunächst als Mechaniker-Meister bei Johnson Machine Works, bis er diese Stelle wegen einer erworbenen Körperbehinderung aufgeben musste. Er baute und betrieb danach nacheinander folgende Parkeisenbahnen:
- Seaside Park Railway in Ventura (Kalifornien)
- Long Beach and Asbury Park Railway
- Eastlake Park Scenic Railway[2]
- Venice Miniature Railway

Seine ölgefeuerte Dampflokomotive Nr. 1903 mit einer Länge über Kupplung von 19 Fuß (5,80 m) und einer Höhe von der Schienenoberkante bis zur Schornsteinoberkante von 1295 mm (51 Zoll) hatte die Achsfolge 2-6-0. Diese Lok besaß einige technische Innovationen, wie Ventileinstellung ohne Exzenter, die das Einstellen und die Wartung der Ventile wesentlich vereinfachten. Die Lok besaß automatische Kupplungen und einen von John Coit zum Patent angemeldeten Öl-Brenner.
Die Lok wog zusammen mit dem Tender 3.628 kg (8000 lb) und ohne Tender 2.328 kg (5.134 lbs). Der Tender konnte 780 l (206 Gallonen) Wasser und 322 l (85 Gallonen) Heizöl aufnehmen. Das Gewicht der Lok wurde auf drei gekuppelte Antriebsachsen mit einem Durchmesser von 463 mm (18¼ Zoll) und eine Vorläufachse, deren Räder einen Durchmesser von 254 mm (10 Zoll) hatten, auf die Schienen übertragen. Der Kessel vom Typ Vanderbilt hatte bei einem Höchstdruck von 10 bar (150 psi) eine Leistung von 25 PS. Die Zylinder maßen 5 × 7 Zoll bei einem Hub von 1 Zoll. Die Lok hatte dadurch eine Zugkraft von 4,8 kN (1076 Pfund).
Ab Juli 1908 arbeitete er als Lokführer auf der Hauptstrecke der Panama Railroad, während der Panamakanal gebaut wurde. Er war bei der Atlantic Division angestellt und wohnte in der Canal Zone bei Culebra.

## Tödlicher Unfall mit dem Gatún–Culebra Arbeitszug
John J. Coit starb am Morgen des 21. September 1910 im Alter von 35 Jahren bei einer Entgleisung eines Arbeitszuges auf der Hauptlinie von Gatún nach Culebra. Sein von den Westindischen Inseln stammender Heizer wurde schwer verletzt. Ungefähr 60 m vor Brücke Nr. 47 kollidierte die Lokomotive Nr. 500, die den Arbeitszug zog, mit einer Kuh. Die Lokomotive entgleiste, kippte auf das nach Süden führende Nachbargleis. John J. Coit war sofort tot. Das nach Süden führende Gleis war ab 8:45 Uhr wieder frei befahrbar.
John J. Coit war unverheiratet. Seine Schwester, C.J. Stanton, 418 Solano Avenue, Los Angeles war die nächste Angehörige. Seine Lokomotive wurde später auf der Urbita Lake Railway eingesetzt und ist heute noch auf der Billy Jones Wildcat Railroad in Betrieb.

## Patente
- Trolley-pole controller. US 879034 A. 20. Oktober 1906.
- Air-brake mechanism. US 850564 A. 15. November 1906.